# 厨川文夫
厨川 文夫（くりやがわ ふみお、1907年7月30日 - 1978年1月16日）は、日本の英語・英文学者。文学博士（論文博士・1950年）（学位論文『古英詩研究』）。慶應義塾大学名誉教授。従四位勲三等旭日中綬章。

## 来歴
厨川文夫は、第五高等学校で教鞭を執っていた英文学者・厨川白村（辰夫）の長男として、熊本県に生まれた。母・蝶子は、ジャーナリスト・福地源一郎の次女である。1923年（大正12年）の関東大震災において父を喪う。その後、京都府立第三中学校から東京へ移り、芝中学校を卒業。慶應義塾大学に進学し、詩人・西脇順三郎の薫陶を受け、1931年（昭和6年）に卒業、同大学の助手となった。在学中には、叙事詩『ベーオウルフ』を翻訳し、1932年（昭和7年）に大学紀要に掲載されて岡倉賞を受賞した。1942年（昭和17年）に慶應義塾大学文学部の助教授、1945年（昭和20年）には教授に昇進し、古代・中世英語を専門とした。
1949年（昭和24年）、最初の妻と離婚。同年、医師・広瀬季雄の娘・圭子と再婚した。1950年（昭和25年）には、研究論文『古英詩研究』により文学博士の学位を取得。1967年（昭和42年）には、神秘主義者ウォルター・ヒルトンの著作の翻訳によって福沢賞を受賞した。1968年（昭和43年）には慶應義塾大学言語文化研究所長に就任、1973年（昭和48年）に定年退職し、同大学の名誉教授となるとともに、成城大学の教授となった。定年退職の2か月前に逝去した。
妻の厨川圭子もまた英文学者であり、中世ロマンス『アーサー王の死』を夫と共訳している。門下には、文芸評論家の江藤淳、英文学者の安東伸介、書誌学者の高宮利行などがいる。

## 著書
- 『古代英語』（研究社、英米文学語学講座） 1940
- 『古代中世英語入門』（金星堂） 1949
- 『中世の英文学と英語』（研究社出版） 1951
- 『厨川文夫著作集』全2巻 （安東伸介ほか編、金星堂） 1981

### 共著
- 『古代英語文法』（西脇順三郎共著、文修堂） 1935

### 翻訳
- 『定冠詞論』（ビアール、研究社、英語学パンフレット19） 1937
- 『ベーオウルフ』（岩波文庫） 1941。文語体での訳
- 『機会の扉』（サマーセット・モーム、河出書房、新世界文学全集） 1942
- 『アーサー王物語』（R・L・グリーン、岩波少年文庫） 1957、改版1980
- 『アーサー王の死』（マロリー、キャクストン編、厨川圭子 共編訳、筑摩書房、世界文学大系） 1966、新編・ちくま文庫 1986
- 『完全に関する八章』（ウォルター・ヒルトン、慶大言語文化研究所） 1967。中世末期の神秘思想家